# Fabián Burgos
Fabián Burgos (Buenos Aires, 19 de diciembre de 1962) es un artista plástico argentino, conocido por su obra enmarcada en el neocinetismo óptico. Las obras del argentino Fabián Burgos plantean principalmente la búsqueda de efectos ópticos mediante el estudio de la intensidad del color, la vibración y el movimiento.

## Estudios
- 1991-1993 - Beca de la Fundación Antorchas, coordinada por Guillermo Kuitca, Buenos Aires, Argentina
- 1987-1988 - Taller de Ahuva Szlimowicz, Buenos Aires, Argentina
- 1985-1987 - Taller de Luis Felipe Noé, Buenos Aires, Argentina

## Exposiciones Individuales
- 2014 - Instante Eterno, MACBA - Museo de Arte Contemporáneo de Buenos Aires.
- 2013 - Comiéndose a Raúl, Galería Vasari, Buenos Aires, Argentina
- 2010 - Abstracta, Galería Dabbah Torrejón, Buenos Aires, Argentina
- 2007 - Conferencia de Prensa, Galería Alejandra Von Hartz, Miami, Estados Unidos
- 2007 - Fabián Burgos, Galería de Arte 5006, Hotel Design Suites, Buenos Aires, Argentina
- 2005 - El amor probablemente, Galería Dabbah Torrejón, Buenos Aires, Argentina
- 2003 - MC5 Misceláneas, Centro Cultural Recoleta, Buenos Aires, Argentina
- 2003 - MC5 Misceláneas, Teatro Auditorium, Mar del Plata, Buenos Aires, Argentina
- 2000 - Fabián Burgos, Annina Nosei Gallery, Nueva York, Estados Unidos
- 2000 - Ilusión de ver, Galería Dabbah Torrejón, Buenos Aires, Argentina
- 1997 - Works on canvas, Annina Nosei Gallery, Nueva York, Estados Unidos
- 1994 - Centro Cultural Ricardo Rojas, Buenos Aires, Argentina
- 1993 - Instituto de Cooperación Iberoamericana (ICI), Buenos Aires, Argentina

## Exposiciones Colectivas
2011 
- Espacio Arte American Express, Buenos Aires, Argentina
- Recovering Beauty: The 1990s in Buenos Aires, Blanton Museum of Art, Texas, Estados Unidos
- Punto Línea Curva. Curador: Philippe Cyroulnik, Galería del Infinito, Buenos Aires, Argentina
- Subasta 2011, Centro Cultural Recoleta, Buenos Aires, Argentina
- Art First Colección MACBA - Museo de Arte Contemporáneo de Buenos Aires. Fundación Pablo Atchugarry, Punta del Este, Uruguay

- 4 Museos + 40 Obras:
  - Colección MACBA -Museo de Arte Contemporáneo de Buenos Aires, exhibición itinerante, 
  - Museo Nacional de Bellas Artes de Neuquén, Neuquén, Argentina, 
  - Museo Provincial de Bellas Artes Emilio Caraffa, Córdoba, Argentina, 
  - Centro Cultural del Bicentenario de Santiago del Estero, Santiago del Estero, Argentina.

2010 
- 30 Años. Subasta, Centro Cultural Recoleta, Buenos Aires, Argentina

2009 
- Arte en el Plata, intervención artística sobre la fachada del Edificio del Plata. Curadoras: Inés Katztenstein y Eva Grinstein, Buenos Aires, Argentina.
- El color en toda su diversidad. Curador: Philippe Cyroulnik, Centro Cultural Borges, Buenos Aires, Argentina
- Geometrías dislocadas - ficciones de la ciudad, Sala Mendoza, Caracas, Venezuela
- All Boys en el Rosa x 6, coordinación Rocío Paladini, Museo Provincial de Bellas Artes Rosa Galisteo de Rodríguez, Santa Fe, Argentina
- Escuelismo. Arte argentino de los 90, MALBA - Museo de Arte Latinoamericano de Buenos Aires, Buenos Aires, Argentina
- Group Show, Galería Alejandra Von Hartz, Miami, Estados Unidos
- Objetos de mi pasión. Curador: Philippe Cyroulnik, Centro Cultural Borges, Buenos Aires, Argentina

2008 
- Pintura Latinoamericana Contemporánea (en colecciones de Guayaquil), MAAC- Museo Antropológico y de Arte Contemporáneo, Guayaquil, Ecuador

2007
- Orthodoxes-hétérodoxes, curador Philippe Cyroulnik, Montbeliard, Francia
- Subasta, Galería Wussman, Buenos Aires, Argentina
- Cocktail, Galería Dabbah-Torrejón, Buenos Aires, Argentina
- Tronos (de colección), Centro Cultural Recoleta, Buenos Aires, Argentina

2006 
- Pinturas, Museo de Arte Contemporáneo de la Universidad Nacional de Misiones, Misiones, Argentina
- Pintura Subyacente, Centro Cultural de España en Buenos Aires. Curadora: Viviana Usubiaga, Buenos Aires, Argentina

2005 
- 2D, Galería Centro Cultural Parque España. Curadora: María Spinelli, Santa Fe, Argentina
- La Colección, Fundación Alón, Buenos Aires, Argentina
- 5 Años, Galería Dabbah Torrejón. Curadora: Victoria Noorthoorn, Buenos Aires, Argentina
- Arte Abstracto (hoy)= Fragilidad + Resiliencia. Curador: Mario Gradowczyk, Centro Cultural de España en Buenos Aires, Buenos Aires, Argentina

2004 
- Donaciones, Adquisiciones y Comodatos, MALBA - Museo de Arte Latinoamericano de Buenos Aires,Buenos Aires, Argentina

2003 
- Uriburu 562, Buenos Aires, Argentina

2002 
- Sortilegio, MOTP, Buenos Aires, Argentina
- Sortilegio, Museo Municipal de Bellas Artes Tandil, Buenos Aires, Argentina

2001 
- Sortilegio, Fondo Nacional de las Artes. Curadora Patricia Rizzo, Buenos Aires, Argentina

## Distinciones
2002 - Segundo premio, Premio Aerolíneas Argentinas a las Artes Visuales, Buenos Aires, Argentina
1996 - Subsidio Anual a la Creación, Fundación Antorchas, Buenos Aires, Argentina
1991 - Mención de Honor, Premio Nuevo Mundo para jóvenes artistas, Museo Nacional de Bellas Artes, Buenos Aires, Argentina
1987 - Mención especial, Premio Quinquela Martín, Museo Eduardo Sívori, Buenos Aires, Argentina

## Ferias
2010 - Zona MACO, Galería Alfredo Ginocchio, México D.F., México
2008 - Pinta Art Show, Galería Alejandra Van Hartz, Miami, Estados Unidos
2008 - ArtBo, Galería Dabbah Torrejón, Buenos Aires, Argentina
1999 - Feria de Chicago, Annina Nosei Gallery, Chicago, Estados Unidos
1991 - ArteBa (Participa desde la primera edición) con las Galerías Ruth Benzacar, Dabbah Torrejón y Alejandra Von Hartz, Buenos Aires, Argentina

## Actividades paralelas
Como curador:
2009 - Coordinador Espacio Grupo SOPORTE, Buenos Aires, Argentina
2002 - Resonancia, La Nave de los Sueños, Buenos Aires, Argentina
2000 - Horas Recientes, Cecilia Caballero Galería de Arte, Buenos Aires, Argentina
1998 - Tres paredes, obras de 34 artistas, domicilio particular del artista, Buenos Aires, Argentina
Como docente:
2008 - 2009 - Clínica intensiva, Casa Bruzzone, Mar del Plata, Buenos Aires, Argentina
2006 – 2009 Clínica particular impartida en su estudio, Buenos Aires, Argentina
Charlas y presentaciones:
2011 - Presentación Libro Manuel Esnoz, Universidad Di Tella, Buenos Aires, Argentina
1993 - A Forum of Contemporary Argentine Artists, The Detroit Institute Of Arts, Detroit Michigan, USA
1993 - El arte como desafío, Palacio San Miguel, Buenos Aires, Argentina